# Mistrzostwa Europy w Lekkoatletyce 1982 – bieg na 5000 m mężczyzn

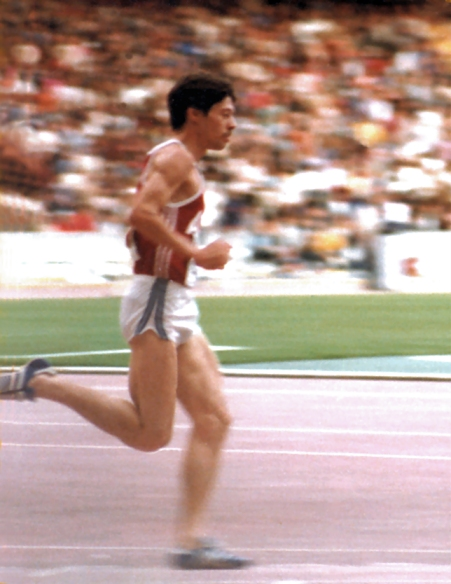
Thomas Wessinghage

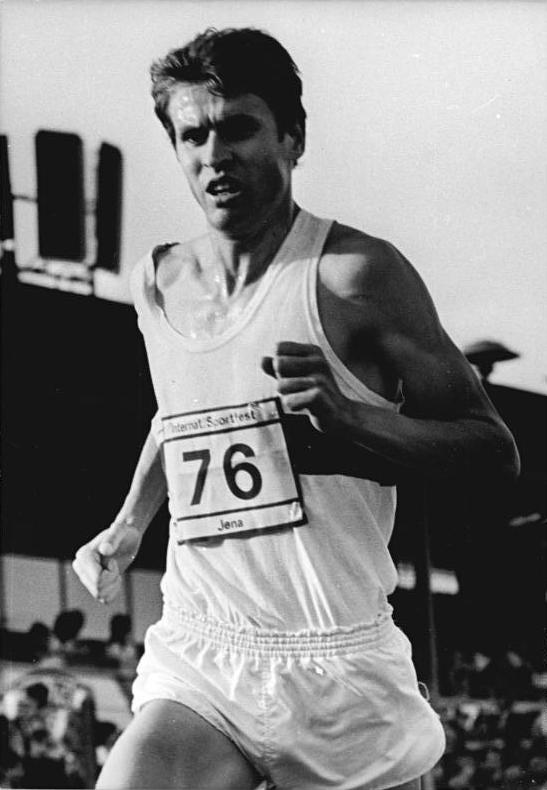
Werner Schildhauer

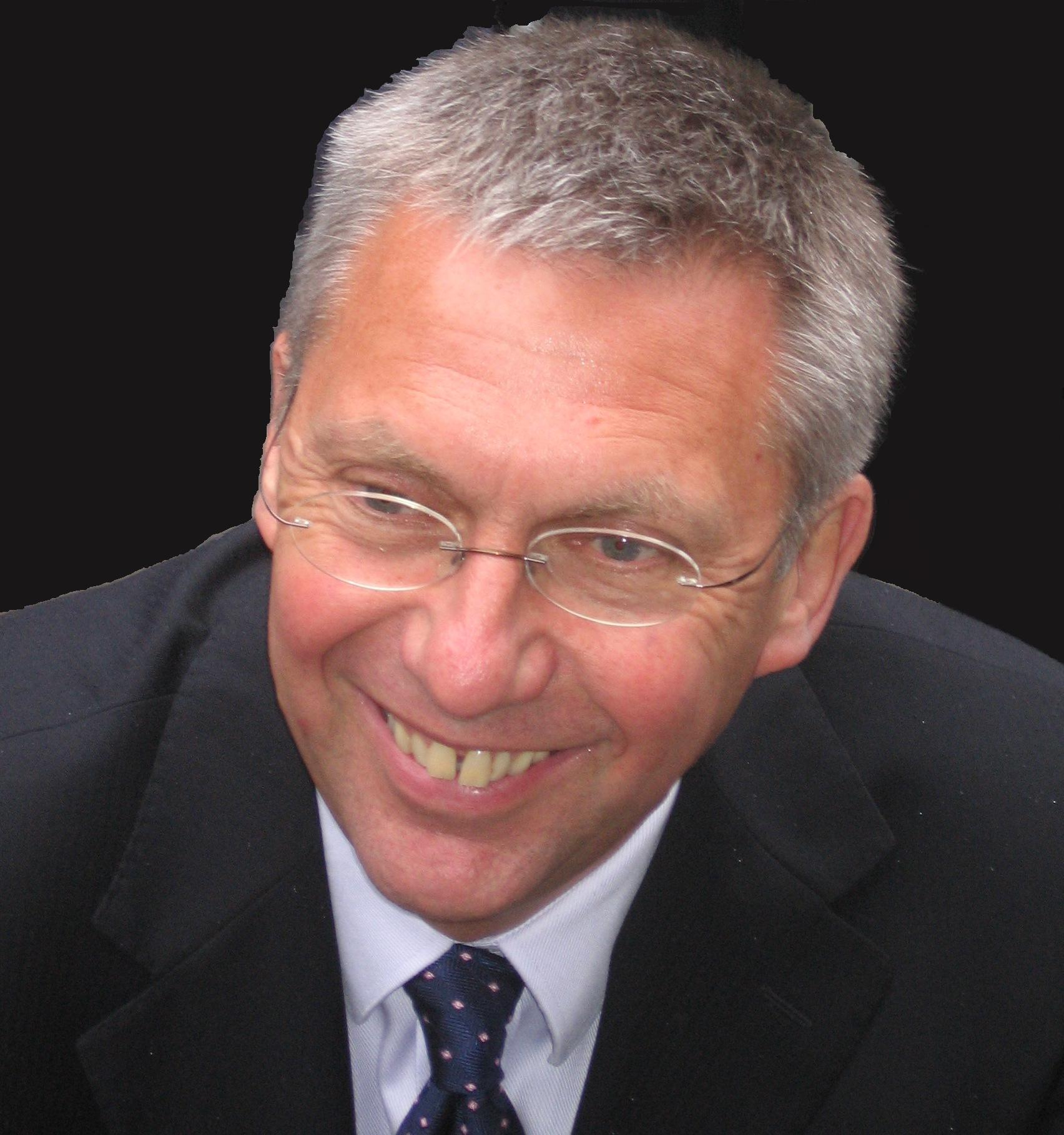
David Moorcroft w 2008

Bieg na dystansie 5000 metrów mężczyzn był jedną z konkurencji rozgrywanych podczas XIII mistrzostw Europy w Atenach. Biegi eliminacyjne zostały rozegrane 8 września, a bieg finałowy 11 września 1982 roku. Zwycięzcą tej konkurencji został reprezentant Republiki Federalnej Niemiec Thomas Wessinghage. W rywalizacji wzięło udział dwudziestu sześciu zawodników z szesnastu reprezentacji.

## Rekordy
| Rekord świata     | David Moorcroft (GBR) | 13:00,41 | Oslo, Norwegia | 07.07.1982 |
| Rekord Europy     | David Moorcroft (GBR) | 13:00,41 | Oslo, Norwegia | 07.07.1982 |
| Rekord mistrzostw | Brendan Foster (GBR)  | 13:17,21 | Rzym, Włochy   | 08.09.1974 |

## Wyniki

### Eliminacje
Rozegrano dwa biegi eliminacyjne. Do finału awansowało po sześciu najlepszych zawodników każdego biegu eliminacyjnego (Q) oraz trzech spośród pozostałych z najlepszymi czasami (q).
Bieg 1
| Miejsce | Zawodnik           | Czas     | Uwagi |
| ------- | ------------------ | -------- | ----- |
| 1       | David Moorcroft    | 13:30,28 | Q     |
| 2       | Werner Schildhauer | 13:30,49 | Q     |
| 3       | Dietmar Millonig   | 13:30,61 | Q     |
| 4       | Markus Ryffel      | 13:30,75 | Q     |
| 5       | Walerij Abramow    | 13:30,98 | Q     |
| 6       | Christoph Herle    | 13:31,06 | Q     |
| 7       | António Leitão     | 13:31,89 |       |
| 8       | Salvatore Antibo   | 13:34,43 |       |
| 9       | Wiktor Czumakow    | 13:34,50 |       |
| 10      | Knut Kvalheim      | 13:41,85 |       |
| 11      | Hans Segerfeldt    | 13:44,07 |       |
| 12      | Alex Hagelsteens   | 13:50,03 |       |
| 13      | Philippe Legrand   | 13:55,04 |       |
| 14      | Henrik Jørgensen   | 14:14,05 |       |
| –       | Pär Wallin         | DNF      |       |

Bieg 2
| Miejsce | Zawodnik           | Czas     | Uwagi |
| ------- | ------------------ | -------- | ----- |
| 1       | Thomas Wessinghage | 13:26,48 | Q     |
| 2       | Hansjörg Kunze     | 13:27,45 | Q     |
| 3       | Tim Hutchings      | 13:27,58 | Q     |
| 4       | Alberto Cova       | 13:27,65 | Q     |
| 5       | Ewgeni Ignatow     | 13:27,78 | Q     |
| 6       | Mats Erixon        | 13:28,08 | Q     |
| 7       | Dmitrij Dmitrijew  | 13:28,45 | q     |
| 8       | Martti Vainio      | 13:29,20 | q     |
| 9       | Mike McLeod        | 13:29,90 | q     |
| 10      | Fotios Kurtis      | 14:22,18 |       |
| –       | Francis Gonzalez   | DNF      |       |

### Finał
| Miejsce | Zawodnik           | Czas       |
| ------- | ------------------ | ---------- |
| 1       | Thomas Wessinghage | 13:28,90   |
| 2       | Werner Schildhauer | 13:30,03   |
| 3       | David Moorcroft    | 13:30,42   |
| 4       | Ewgeni Ignatow     | 13:30,95   |
| 5       | Dietmar Millonig   | 13:31,03   |
| 6       | Walerij Abramow    | 13:31,26   |
| 7       | Tim Hutchings      | 1 13:31,83 |
| 8       | Martti Vainio      | 13:33,69   |
| 9       | Hansjörg Kunze     | 13:35,71   |
| 10      | Markus Ryffel      | 13:36,11   |
| 11      | Dmitrij Dmitrijew  | 13:37,91   |
| 12      | Mike McLeod        | 13:38,99   |
| 13      | Christoph Herle    | 13:45,54   |
| 14      | Mats Erixon        | 13:52,39   |
| –       | Alberto Cova       | DQ         |